# 王骑兵
王骑兵（1974年7月25日—)，出生于安徽省，曾经是中国国家男子重剑队运动员，曾经担任国家重剑男队和女队主教练。

## 职业生涯
王骑兵曾经是中国国家男子重剑队的队员。曾经在1997年上海举行的第八届全运会中取得个人第二名、1998年北京举行的中国击剑锦标赛上取得第二名、在2006年法国举行的世界杯团体赛中夺得冠军。

## 教练生涯
王骑兵曾担任中国国家男子重剑队的主教练以及中国国家女子重剑队的教练，长达十五年的时间。曾经带领中国男子重剑队和女子重剑队多次出征国内国际比赛，并且在比赛中夺得冠军及各种奖项。